# Piaski (powiat łowicki)
Piaski – wieś w Polsce położona w województwie łódzkim, w powiecie łowickim, w gminie Nieborów.
| SIMC    | Nazwa                    | Rodzaj    |
| ------- | ------------------------ | --------- |
| 0733501 | Nowa Wieś                | część wsi |
| 0733518 | Piaski pod Łasiecznikami | część wsi |
| 0733547 | Stara Wieś               | część wsi |
| 0733553 | Trzcinówka               | część wsi |

Wieś szlachecka położona była w drugiej połowie XVI wieku w powiecie sochaczewskim ziemi sochaczewskiej województwa rawskiego. W latach 1975–1998 miejscowość należała administracyjnie do województwa skierniewickiego.